# Szőröskabóca-félék

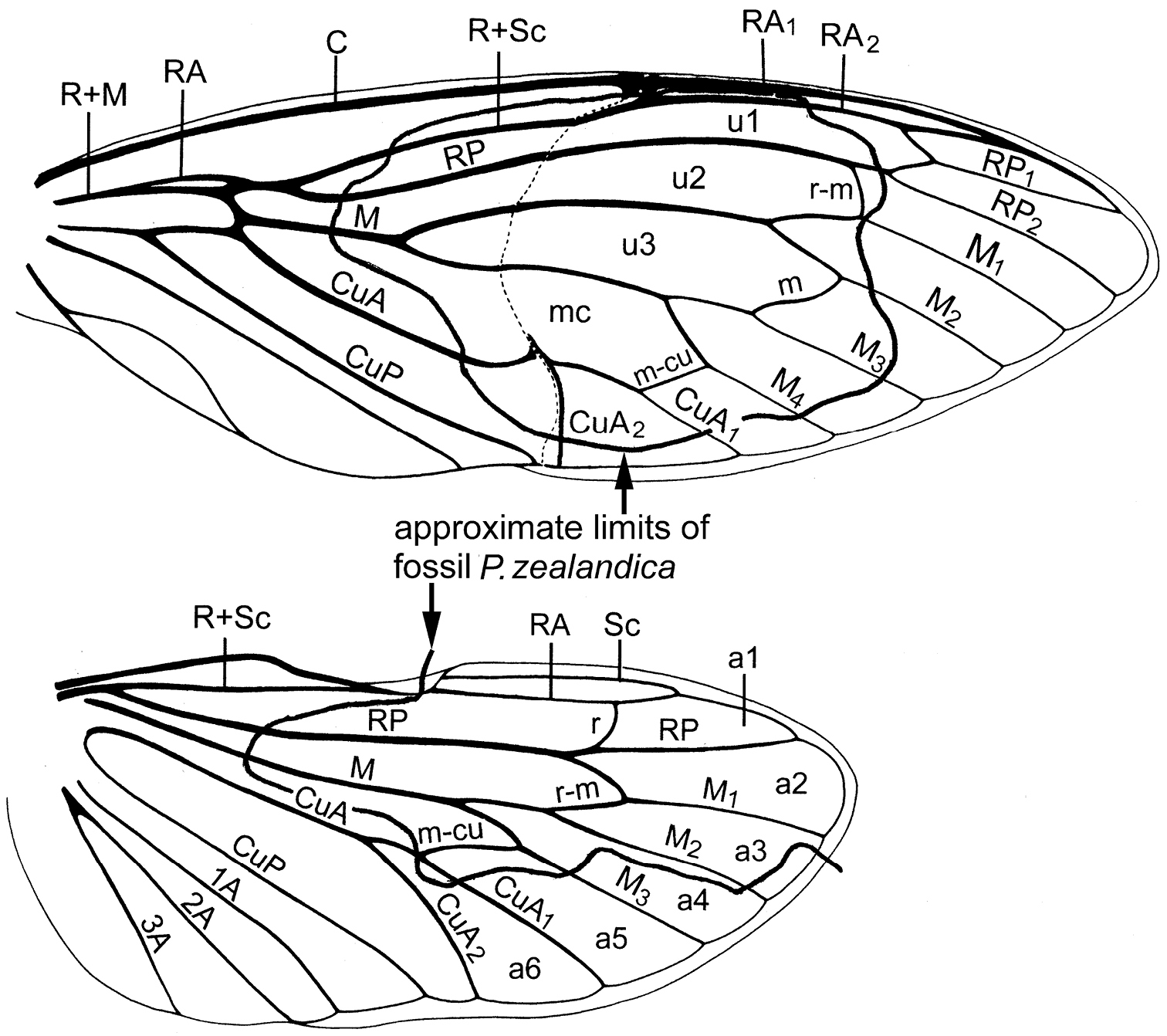
Tettigarcta crinita első és hátsó szárnyának felépítése

A szőröskabóca-félék (Tettigarctidae) a rovarok (Insecta) osztályába sorolt félfedelesszárnyúak (Hemiptera) rendjében a kabócák (Auchenorrhyncha) énekeskabóca-formájúak (Cicadomorpha) alrendágának névadó öregcsaládja.

## Származásuk, elterjedésük
A 20. század végéig mindössze két recens fajukat ismerték; ezek egyike Dél-Ausztráliában él, a másik a közeli Tasmániában. Azóta egy sor (többnyire fosszilis) új fajt írtak le; elsősorban Kínából és Dél-Amerikából.

## Életmódjuk, élőhelyük
Melegkedvelő állatok. A többi kabócához hasonlóan növényi nedveket szívogatnak.